# Kathedraal van São Paulo
De kathedraal van São Paulo (Portugees: Catedral Metropolitana of Catedral da Sé de São Paulo) is de kathedraal van het aartsbisdom São Paulo, Brazilië. De huidige aartsbisschop van het aartsbisdom is kardinaal Odilo Pedro Scherer.
De bouw, in neogotische stijl, begon in 1913 en eindigde vier decennia later. Ondanks het feit dat de koepel een renaissancistische stijl heeft, wordt het beschouwd als de op drie na grootste neogotische kathedraal ter wereld.

## Geschiedenis
De geschiedenis van de kathedraal van São Paulo gaat terug naar 1589, toen er besloten werd dat er een kerk moest worden gebouwd in het toen nog kleine dorpje São Paulo. Deze kerk, gelegen op de plaats van de huidige kerk, werd omstreeks 1616 voltooid. São Paulo werd de zetel van een bisdom in 1745. De oude kerk werd gesloopt en vervangen door een nieuwe, gebouwd in barokke stijl, die omstreeks 1764 werd voltooid. Deze bescheiden kerk was de kathedraal van het bisdom São Paulo tot 1911, toen het werd gesloopt.

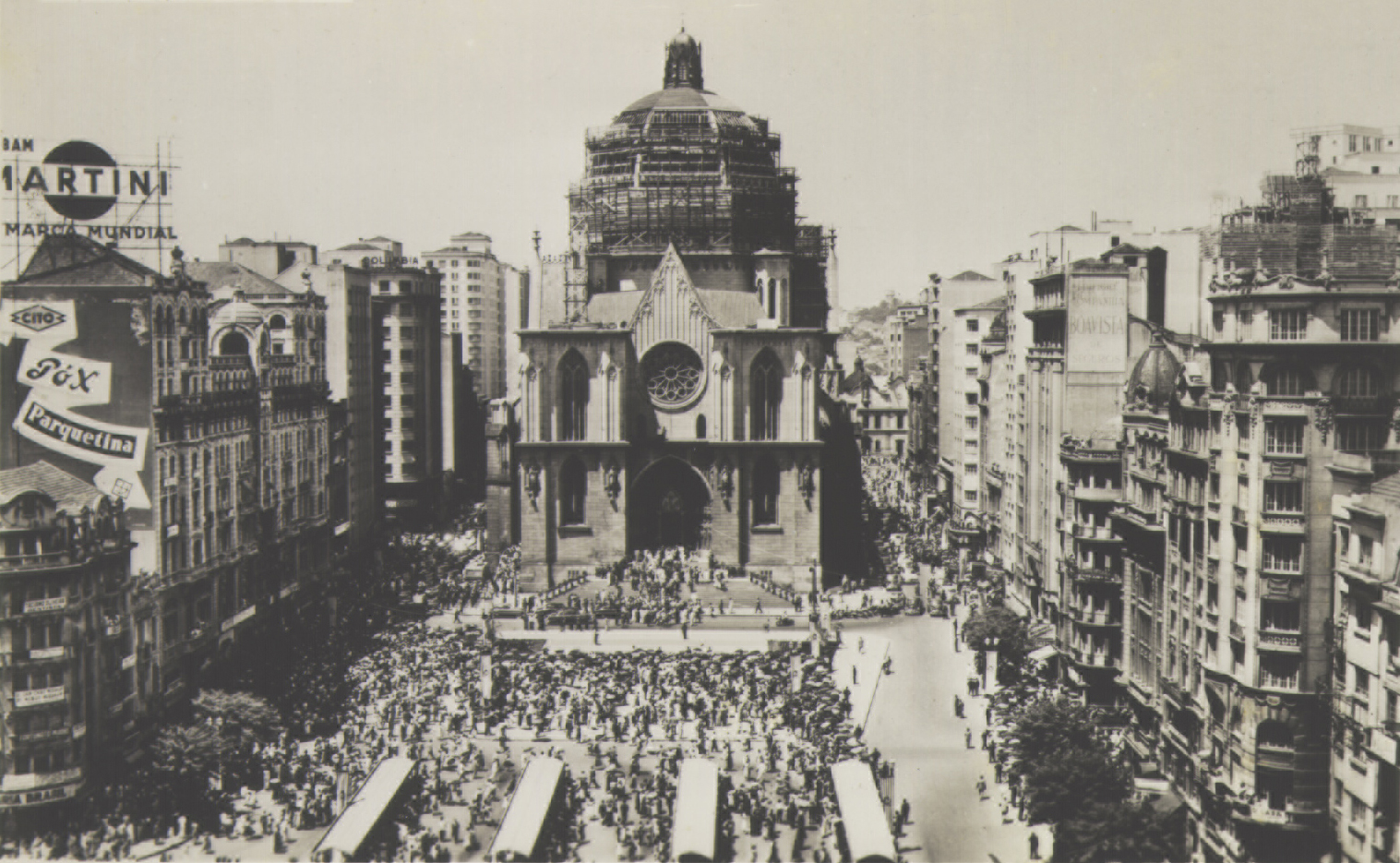
De inhuldiging van de kathedraal
(1954), Museu Paulista

De huidige kathedraal werd gebouwd onder Leopoldo e Silva Duarte, de eerste aartsbisschop van São Paulo. De bouw begon in 1913. Het ontwerp kwam van de Duitse architect Emil Maximiliaan Hehl, die het gebouw ontwierp in neo-gotische stijl. De werkzaamheden verliepen langzaam; de inhuldiging van de nieuwe kathedraal was pas in 1954. De torens waren toen nog niet voltooid. De torens waren af in 1967. Tussen 2000 en 2002 onderging de kathedraal een complete renovatie. Afgezien van de renovatie, werden veel pinakels boven het schip en de torens voltooid.

## Het gebouw
De kathedraal is de grootste kerk in São Paulo: 111 meter lang, 46 meter breed en twee hoektorens die een hoogte van 92 meter bereiken. De plattegrond van het gebouw heeft een kruisvorm. De kathedraal heeft een vijf-zijbeukig schip en een koepel van 30 meter hoog. Deze koepel is geïnspireerd op de koepel van de Santa Maria del Fiore in Florence. De kathedraal kan 8000 mensen herbergen. De binnenste kapitelen zijn versierd met gebeeldhouwde Braziliaanse producten als koffietakken, ananas en inheemse dieren, zoals gordeldieren.
De kathedraal is gelegen aan het centrale plein Praça da Sé.

## Crypte
De crypte, gelegen onder het belangrijkste altaar, is zeer groot. Hij is versierd met marmeren beelden, die de verhalen van Job en Hiëronymus uitbeelden. De beelden zijn gemaakt door de Braziliaanse beeldhouwer Francisco Leopoldo e Silva.
In de crypte liggen alle bisschoppen en aartsbisschoppen van São Paulo begraven.

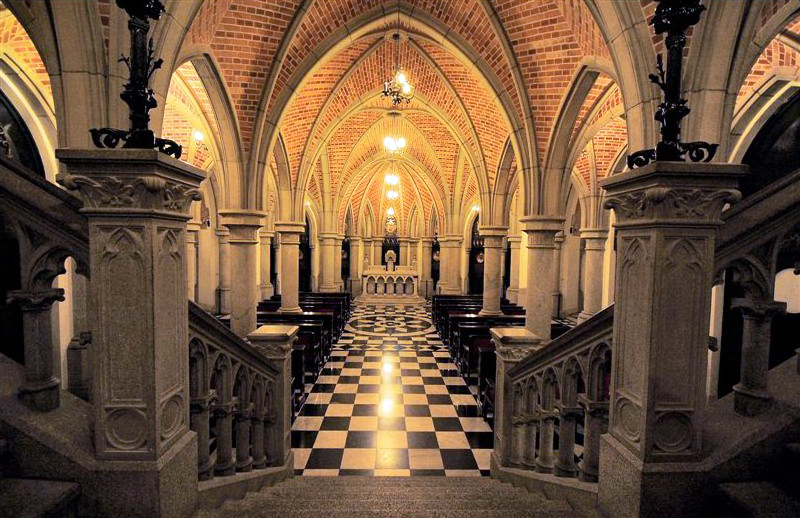
De crypte

## Orgel
Het orgel, gebouwd in 1954 door de Italiaanse firma Balbiani & Rossi, is een van de grootste in Latijns-Amerika. Het heeft vijf klavieren, 120 registers en 12.000 pijpen.